# Колпинская церковь евангельских христиан-баптистов

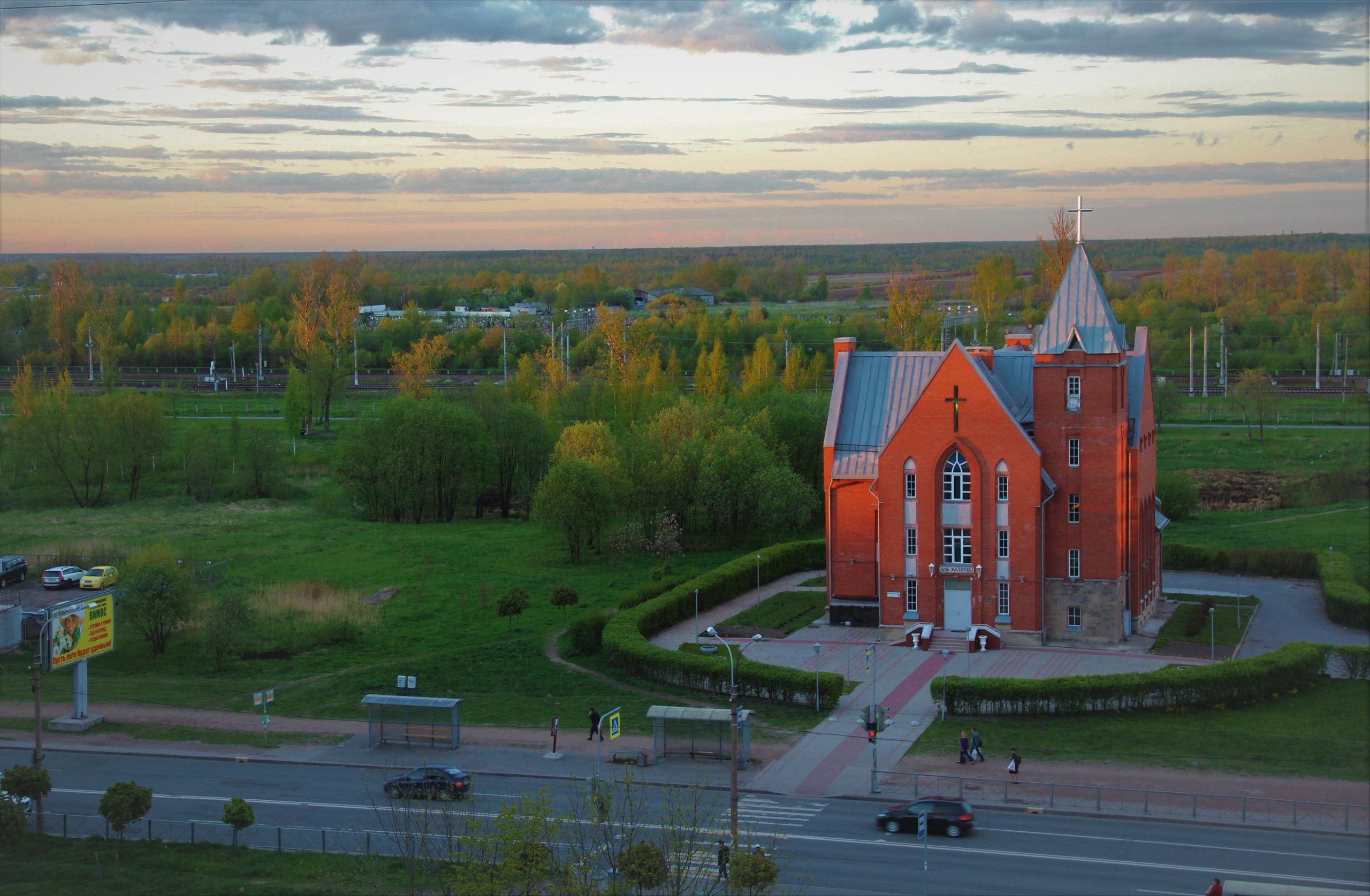
Дом молитвы (Санкт-Петербург, г. Колпино, ул. Октябрьская, д. 6)

Колпинская церковь ЕХБ — община евангельских христиан — баптистов г. Колпино (Санкт-Петербург). Богослужения проводятся в доме молитвы на Октябрьской 6.

## Община евангельских христиан в Российской империи (1911—1916)

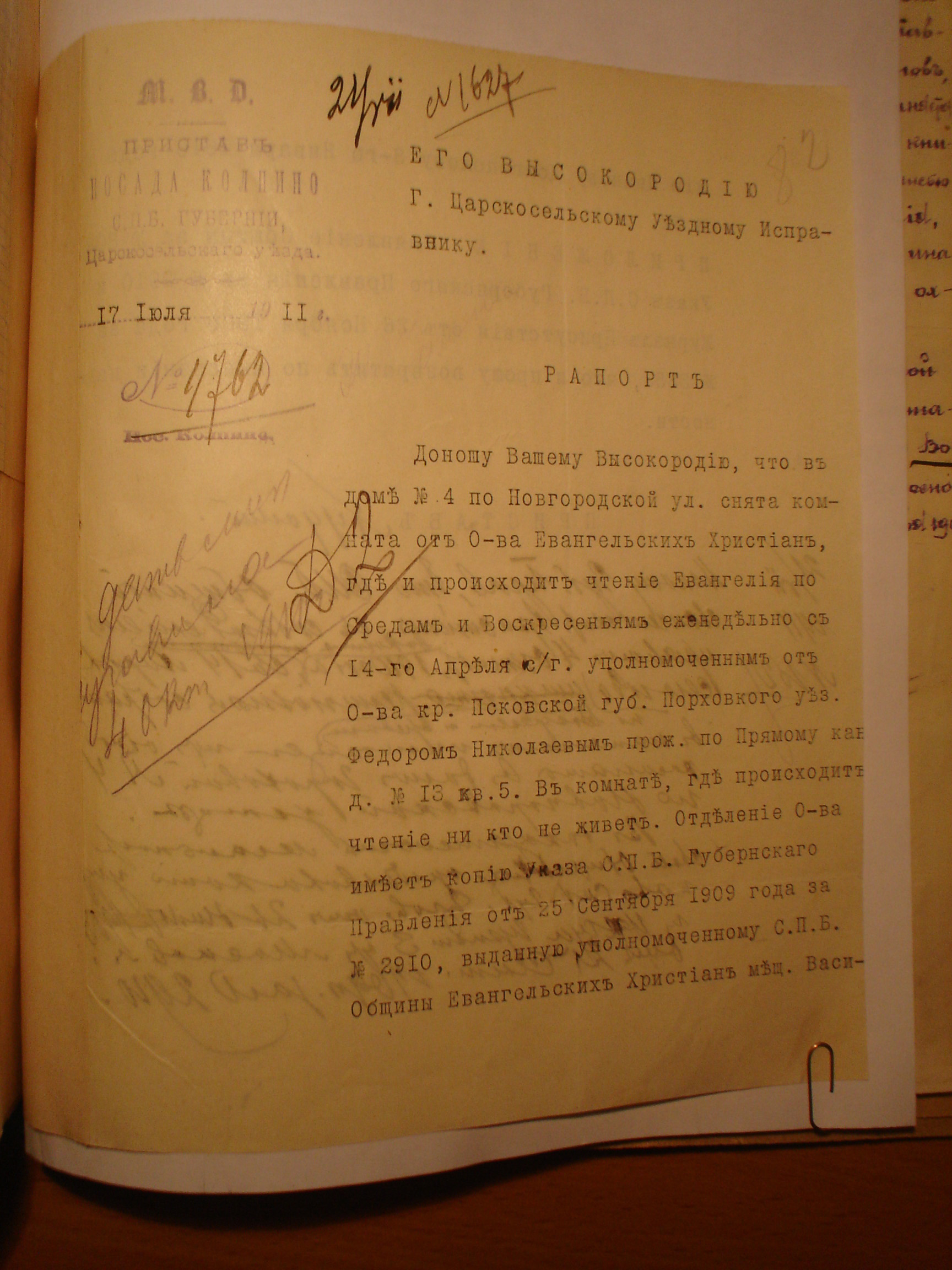
Рапорт пристава посада Колпино, зафиксировавший дату рождения общины в Колпино

Это 14(27) апреля 1911 г. под общим руководством И. С. Проханова в Колпине было открыто отделение Санкт-Петербургской церкви евангельских христиан. Публичные собрания были начаты на законном основании в доме 4 по Новгородской улице. Они проходили по средам и воскресеньям, и для их проведения была специально снята комната.
Руководили собраниями Николаев и Смольников, работавшие на Ижорском заводе. Заводской кузнец Александров участвовал в проповеди и был книгоношей. Первое время помощь в проведении собраний оказывали приезжавшие из Петербурга в Колпино руководящие братья, в числе 5-6, а иногда и 10 человек.

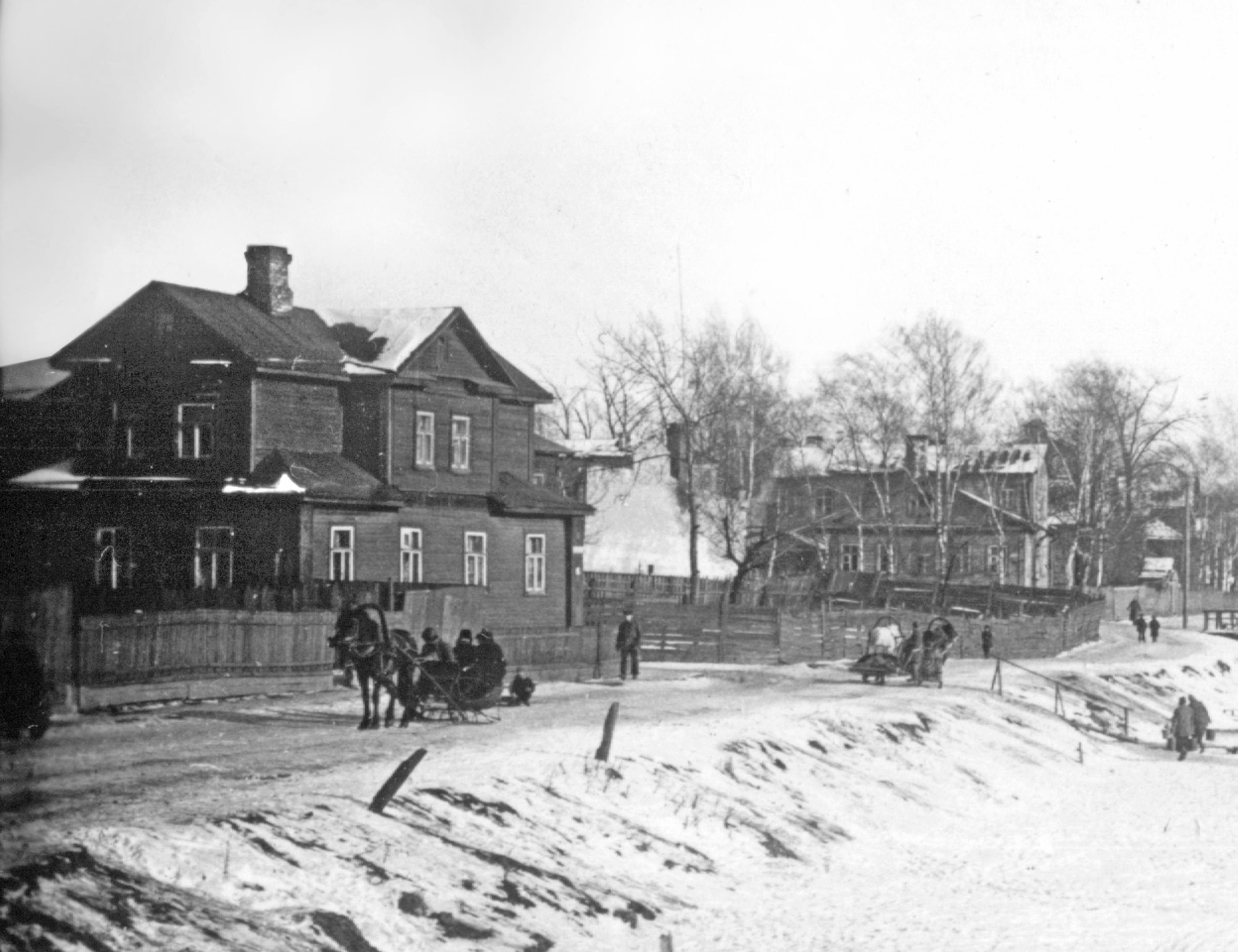
На переднем плане дом Смольникова — место собраний общины в 1913—1915 годах

В 1913 г. руководитель общины Ф. Смольников построил на одной из центральных улиц Колпина (наб. Прямого канала, 2) новый деревянный двухэтажный дом (не сохранился; находился на месте нынешнего д. 16 по наб. Комсомольского канала). Людей приходило свыше 30 человек, включая детей-подростков. Из общины Царского Села приезжал хор.
Началась первая мировая война, и в августе 1915 г. собрания евангельских христиан на всей территории Петроградской губернии были запрещены.

## Община баптистов в первые годы Советской власти (1917—1928)
В июле 1917 г. журнал петроградских баптистов «Гость» обратился к читателям с призывом помочь в отправке русским военнопленным духовной литературы. В сентябрьском номере журнала в списке жертвователей указана Колпинская община.

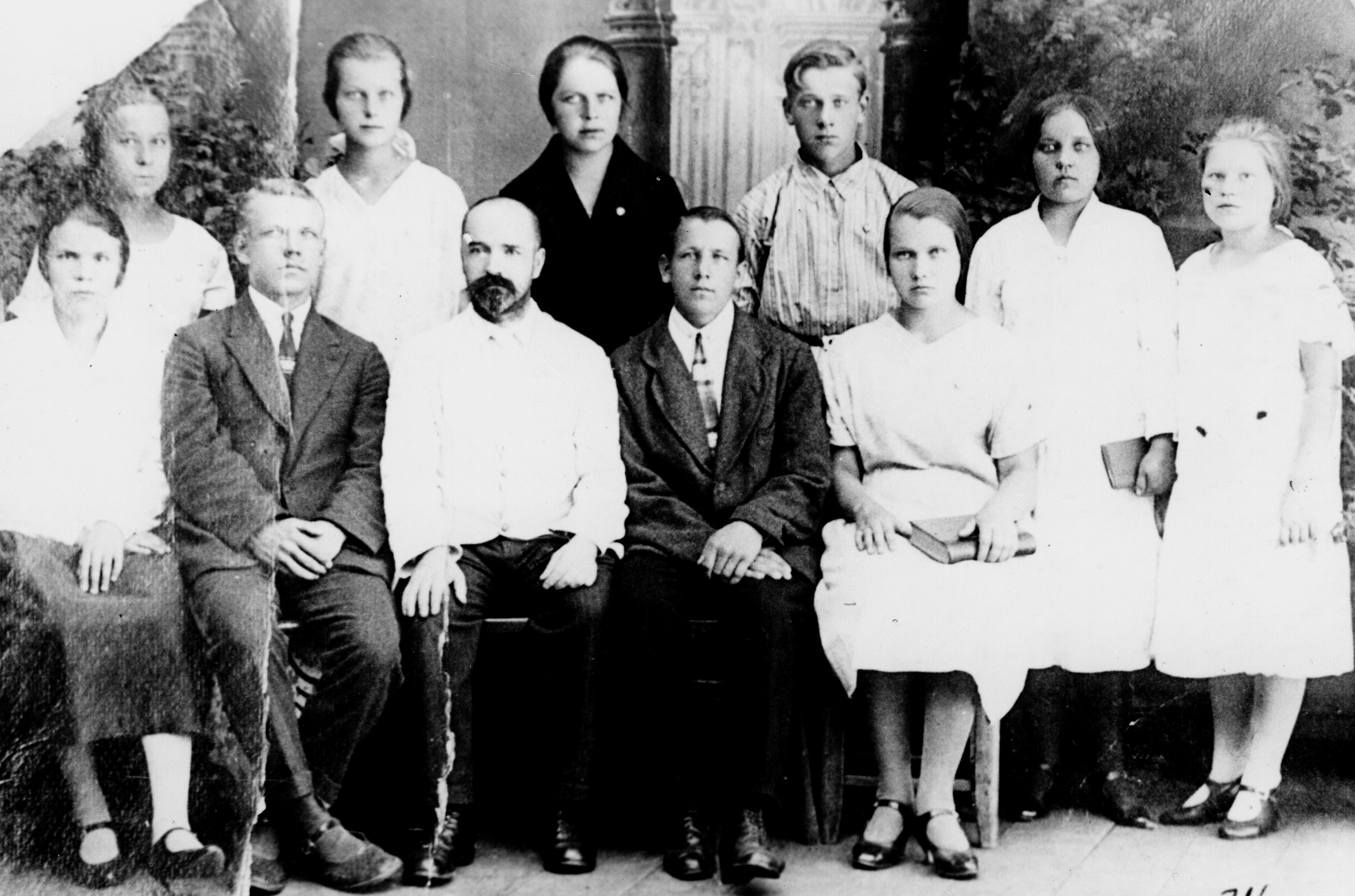
Пресвитер И. М. Козлов (в центре) с молодёжью (1927 г.)

В 1918 г. баптисты собирались по адресу: Никольская (Красная) ул., д. 10, в 1920 — в доме 7 по Крымской (Ремизова) улице. Руководителем был Иван Григорьевич Григорьев, уроженец Смоленской области, работавший слесарем на Ижорском заводе.
Колпинская община являлась отделением Петроградской общины баптистов, располагавшейся в Доме Евангелия на Васильевском острове. Оттуда время от времени приезжали хор и проповедующие братья, а в 1923 г. был послан для постоянного служения пресвитер Иван Михайлович Козлов. Поскольку он жил и работал в Ленинграде, то приезжал в Колпино лишь по воскресеньям.

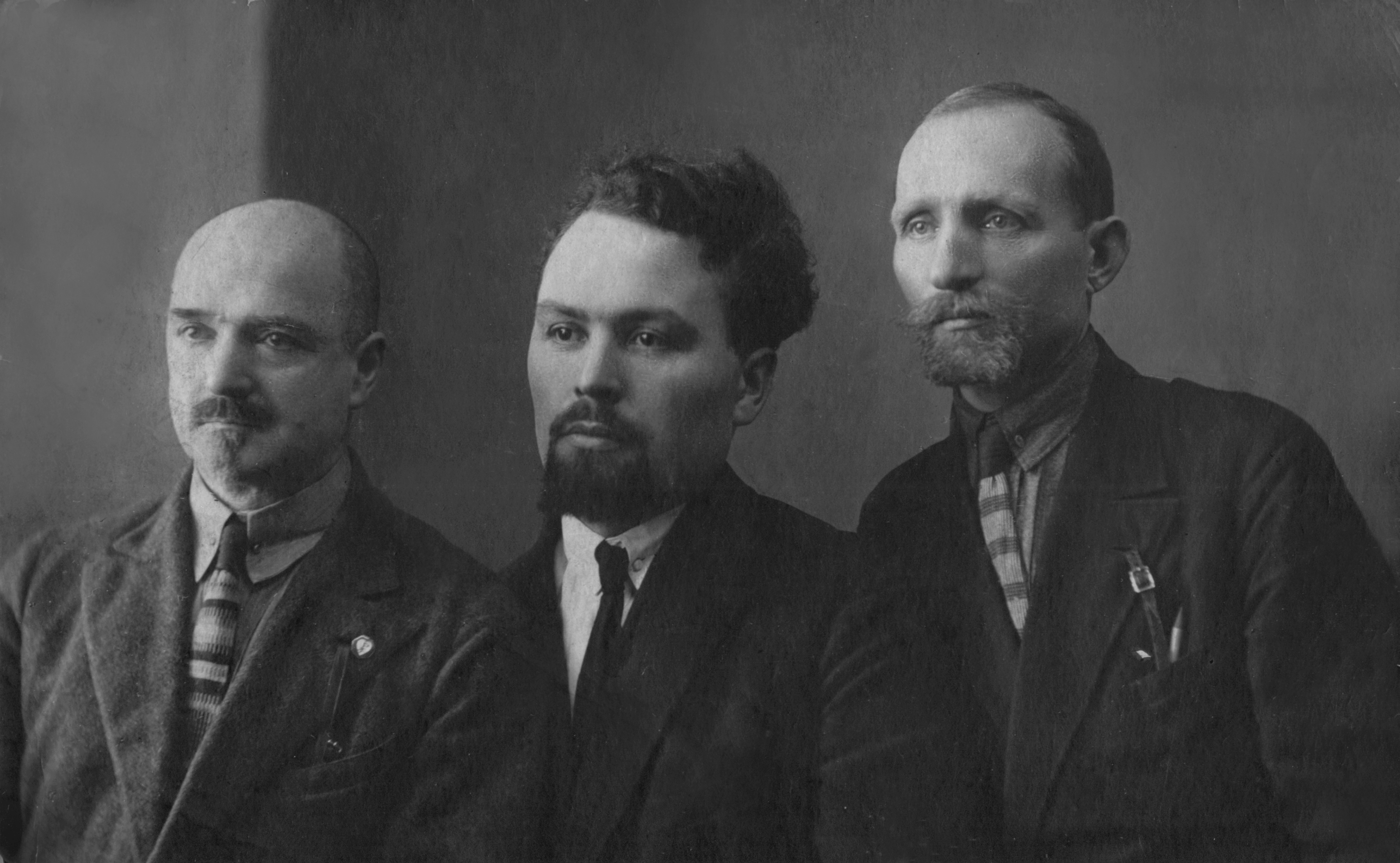
Слева направо: пресвитер И. М. Козлов, ленинградский пресвитер Э. А. Клаупик, диакон А. А. Шишков

В 1924 г. был куплен под нужды общины деревянный дом на Красной улице, 32 (не сохранился; находился на месте нынешнего д. 12 по Красной ул.). В самой большой его комнате был устроен зал для богослужений.
В 1927 г. был рукоположен в диаконы А. А. Шишков. Служение диаконисы исполняла В. Е. Андреева, жившая при доме молитвы. Основными проповедниками были И. М. Козлов, А. А. Шишков, А. И. Колобанов.
В 1920-е гг. хорошие отношения сложились в Колпине между общинами православных и баптистов.

## Гонения и террор (1929—1941)

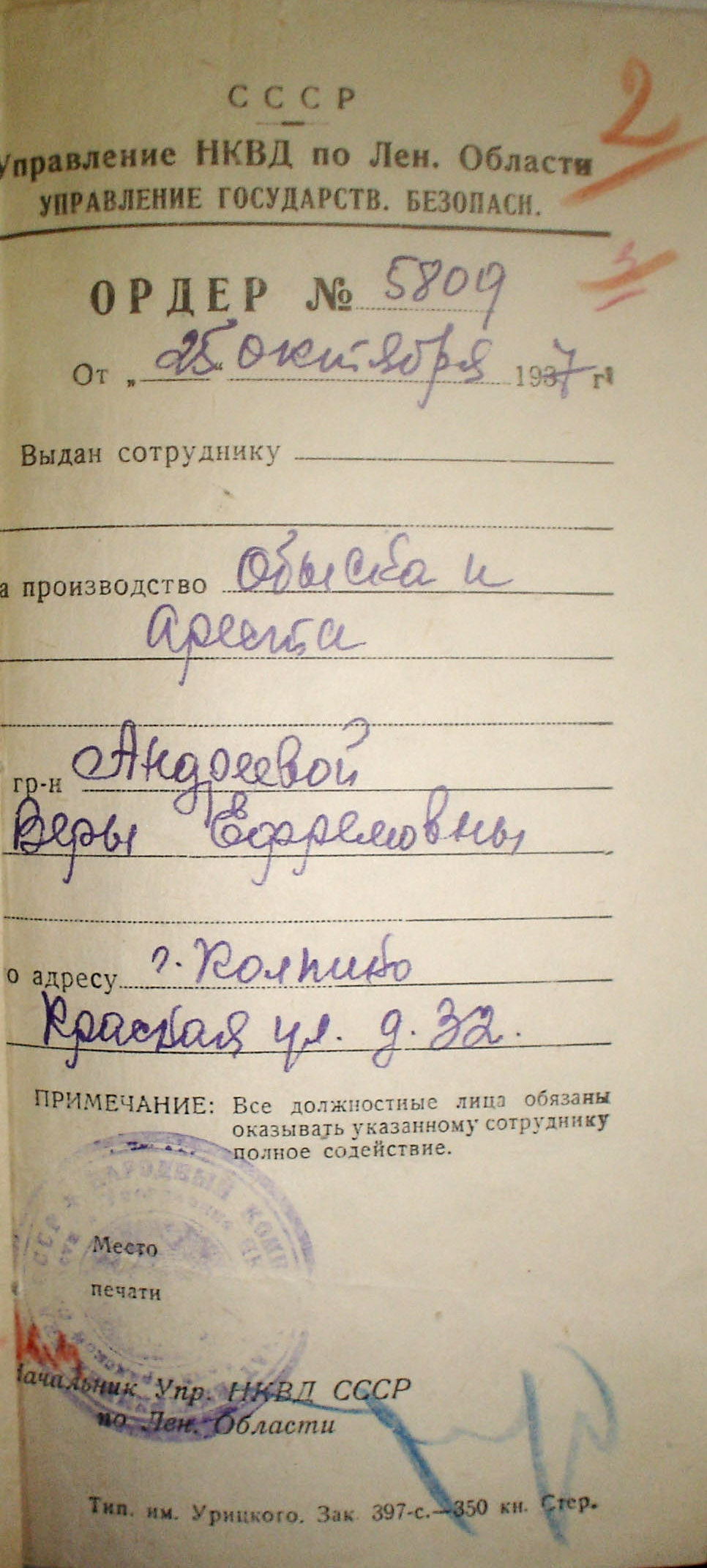
Ордер на арест В. Е. Андреевой (1937 г.)

В 1929 г. правительство приняло законодательство, нацеленное на ликвидацию религии и Церкви в СССР. В 1930 г. 24-летний Альберт Сальзирин, латыш, приехавший из Полоцка, организовал хоровую группу и струнный оркестр. Молодёжь стала ездить с духовными концертами по деревням области.
В 1932 г. 13 новообращённых приняли крещение в заполненном водой карьере в Красном Бору, и численность общины достигла 80 человек. В том же году власти закрыли дом молитвы. Собрания стали проходить по квартирам. В 1933 г. И. М. Козлов был избран пресвитером Ленинградской общины баптистов, в Колпине руководство перешло к диакону Андрею Алексеевичу Шишкову. В 1935 г. власти лишили Колпинскую общину баптистов регистрации, и по закону она должна была прекратить всякую деятельность. Община стала собираться тайно. В 1936 г. А. А. Шишков был выслан из Колпина «как руководитель нелегальной баптистской организации». Общину возглавил Спиридон Сергеевич Дерябин, которому помогала диакониса В. Е. Андреева. В начале 1937 г. попытались вновь зарегистрировать общину, но организовать общину не разрешили.

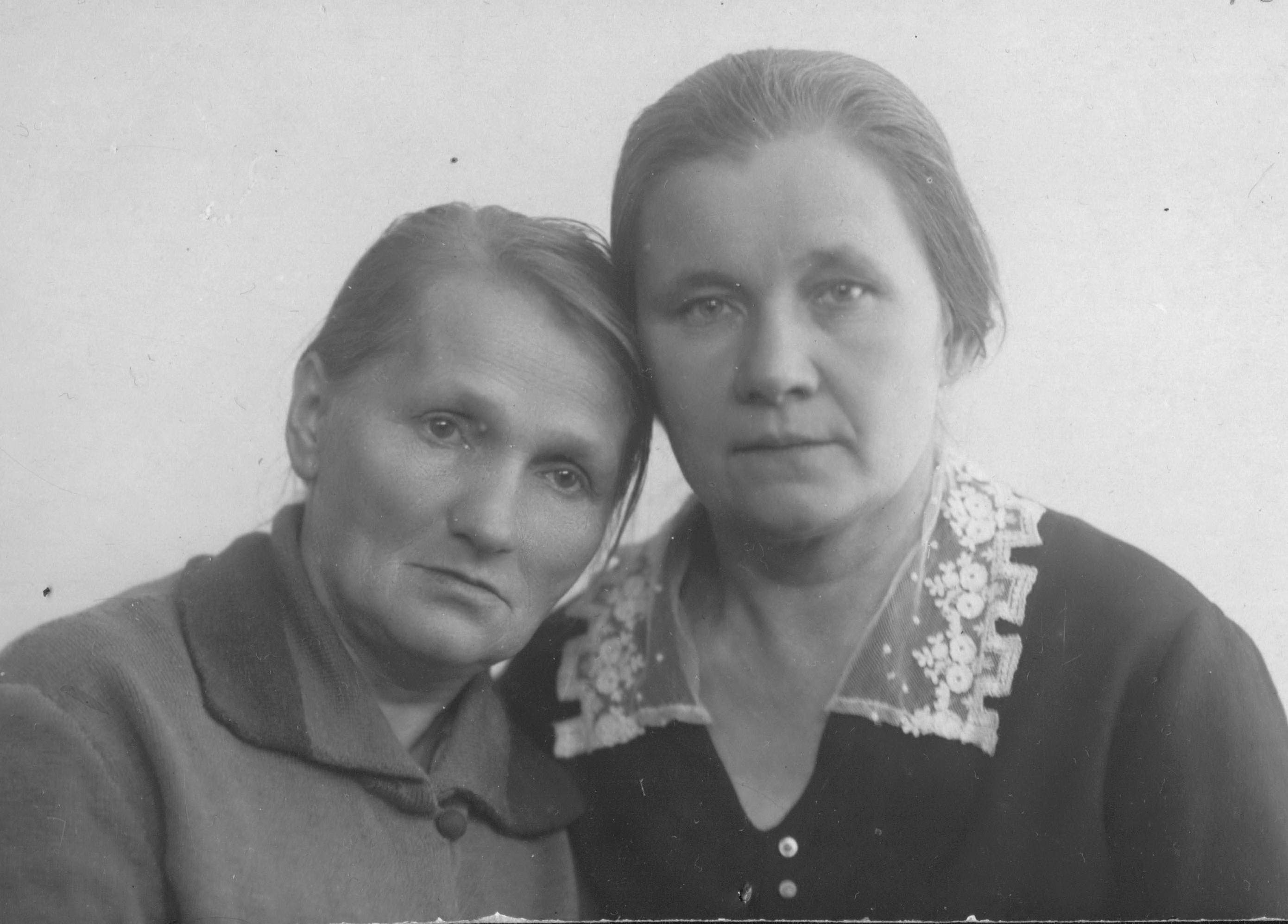
Диакониса В. Е. Андреева (слева) с сестрой во Христе (1935)

11 августа 1937 года Дерябин был арестован. Следствие по его делу прошло в кратчайшие сроки, и 22 августа он был расстрелян. С арестом Дерябина фактическим руководителем общины оказалась диакониса Вера Ефремовна Андреева. 26 октября она тоже была арестована, и отбыла 10 лет в одном из лагерей Казахстана. В том же году были арестованы бывшие руководители общины И. М. Козлов (расстрелян) и А. А. Шишков (осуждён на 10 лет лагерей, умер сразу после освобождения в 1947 г.). Все они были осуждены по 58-й статье.
После арестов своих руководителей баптисты продолжали собираться с ещё большей осторожностью. Собрания проходили в доме Сычёвых на ул. Коммуны, 9, у Д. С. Малашкиной — на Комсомольской наб., 2, у П. Е. Журавлёва — на ул. Культуры, 16, у А. С. Сергеева — на ул. Павловской, 32, в доме Колобановых — на Крымской ул., 38.
Евангельские христиане пострадали от арестов меньше, чем баптисты, и имели около десятка мест тайных собраний в Колпине. Ими проводились крещения. Vестный руководитель Иван Степанович Смай совершал хлебопреломление. Собрания евангелистов посещались и баптистами.

## Война и блокада (1941—1945)
29 июня 1941 года были арестованы руководство и актив общины евангельских христиан: И. С. Смай, С. П. Маслобоев, А. С. Тараканов, сёстры М. И. Долгова, Е. П. Строд, П. А. Сапова, П. Г. Пушнилова. Все они были отправлены в тюрьму г. Златоуста, где большинство скончалось; только Пушнилова, отбыв срок заключения, вернулась домой.
12 июля 1941 г. были арестованы лидеры колпинской баптистской молодёжи Владимир Жидулов и Яков Баскаков. Они большую часть заключения провели в Актюбинском лагере на тяжелых физических работах и, отбыв срок, в 1946 г. вышли на свободу. Все колпинские верующие, арестованные как в 1937 г., так и в 1941 г., впоследствии были признаны жертвами политических репрессий и реабилитированы.

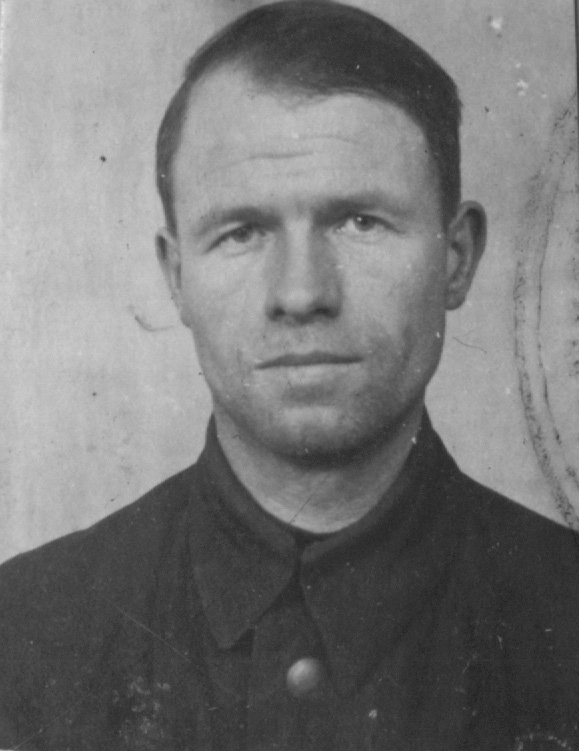
В. А. Тараканов

Оставшиеся на свободе верующие либо воевали, либо трудились для фронта. В. А. Тараканов до конца 1941 г. работал на Ижорском заводе, а в январе 1942 г. был направлен сапером в 56-ю стрелковую дивизию (СД), оборонявшую Колпино. 15 мая 1942 г. Тараканов получил тяжёлое ранение в ногу, после лечения в эвакогоспитале был уволен в запас и снова трудился на заводе.
А. Н. Карпов, также служивший в 56-й СД под Красным Бором 25.12.1941 получил два пулевых ранения в голову. После войны Карпов Карпов был старшим пресвитером Ленинградской общины на Охте, В. А. Тараканов более 40 лет руководил домашними богослужениями в Колпине.
Е. И. Тараканова всю блокаду проработала на Ижорском заводе, производя снаряды. А. А. Колобанова работала на заводе до ноября 1941 г., а затем была командирована в Саратов. А. Л. Баскакова трудилась в ателье портнихой, занимаясь пошивом и починкой военного обмундирования.

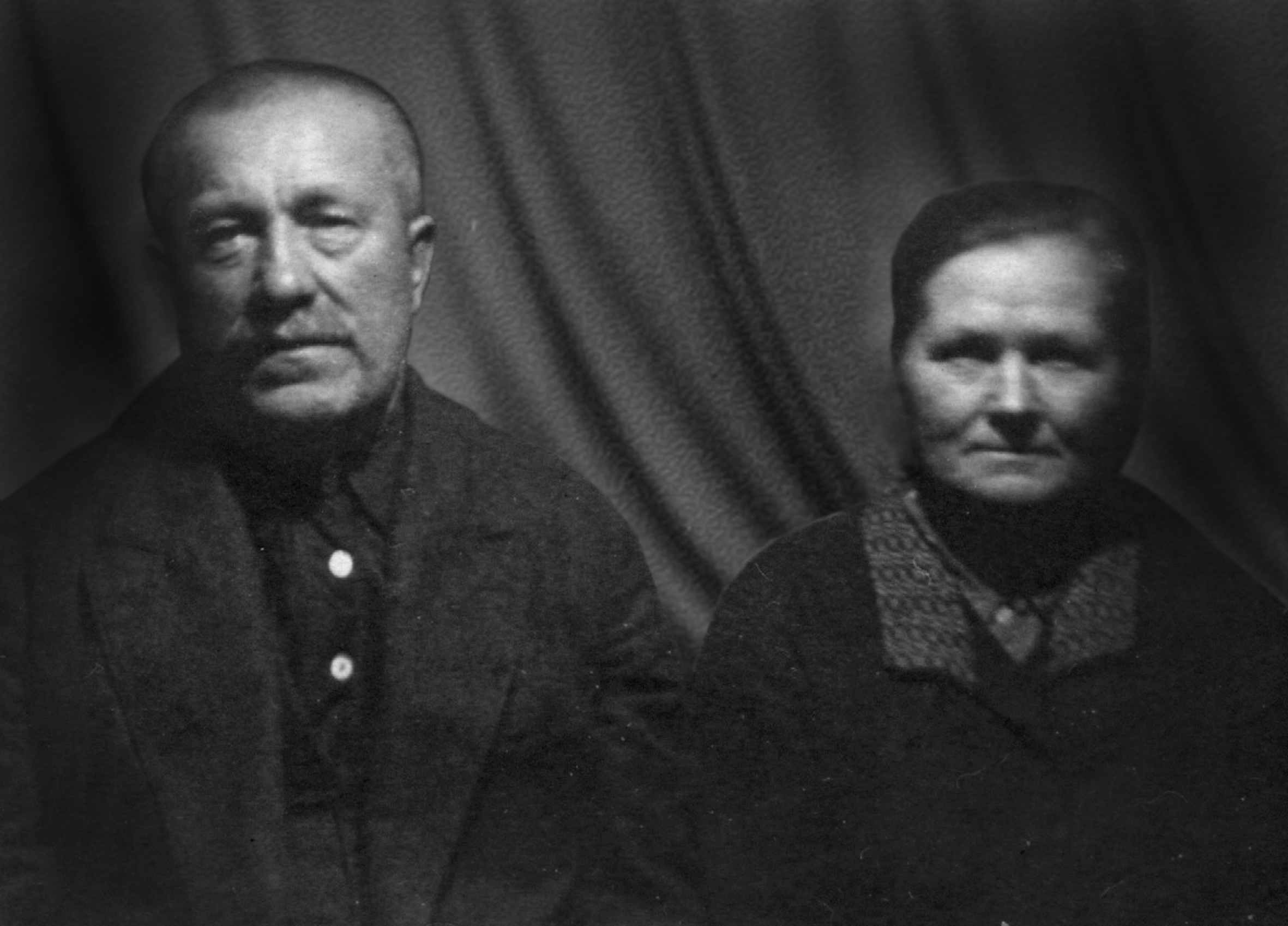
Супруги В. В. и Е. П. Сычёвы

В зиму 1941/42 верующие продолжали собираться по домам. Дом Таракановых был иссечён осколками, а прилегающий к дому участок изрыт воронками от снарядов.

## Послевоенные годы (1945—1958)
В 1944 г. евангельские христиане и баптисты объединились в один союз ЕХБ и получили право на легальное существование. 17 октября 1946 г., после восьми лет подпольного существования, Ленинградская община (ЛОЕХБ) получила официальную регистрацию. Колпинские верующие, не имея местной регистрации, стали её членами. Они ездили по воскресеньям в молитвенный дом на Охте, где участвовали в богослужении, принимали причастие, там же крестились новообращённые.

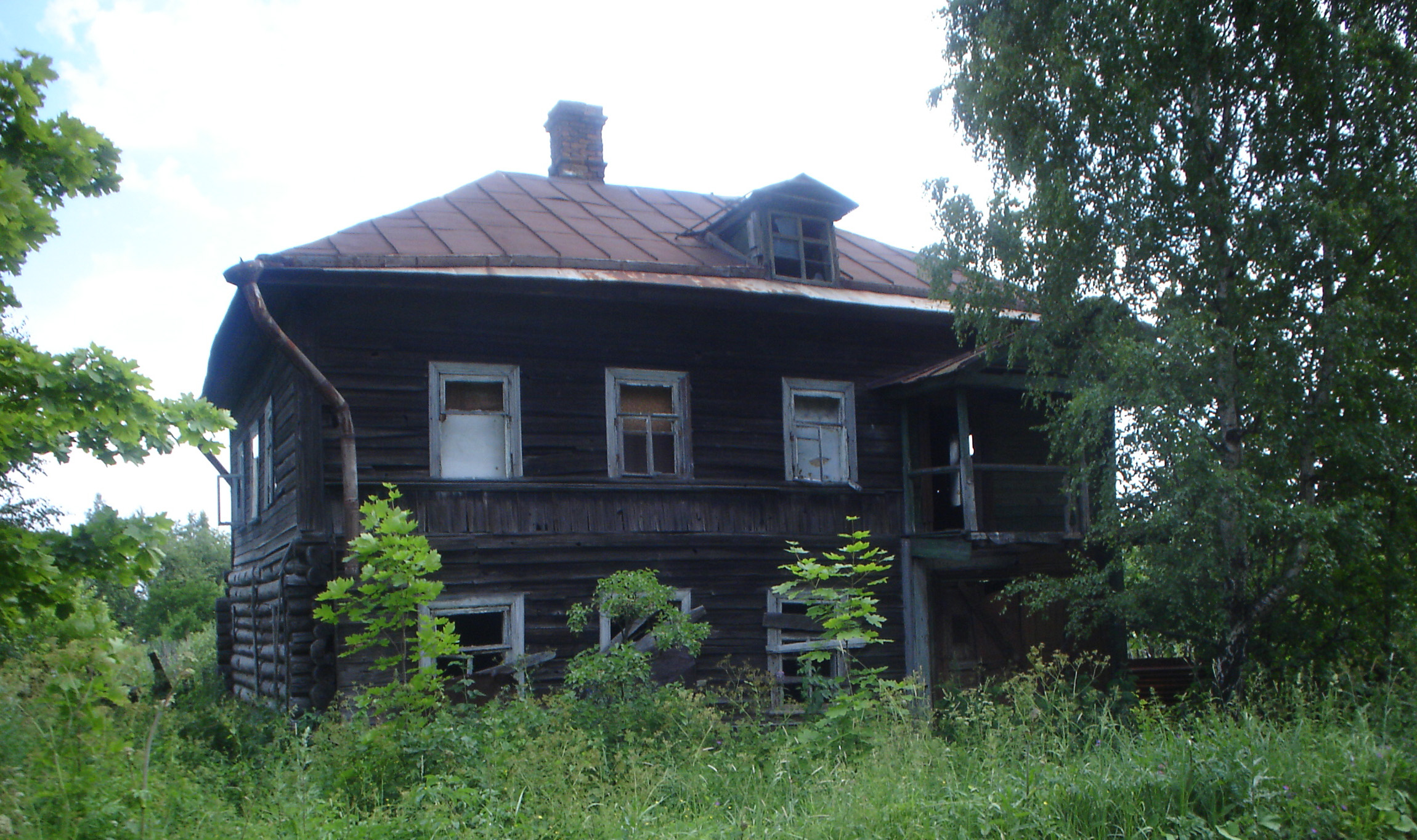
Дом Таракановых (фото 2005 г.)

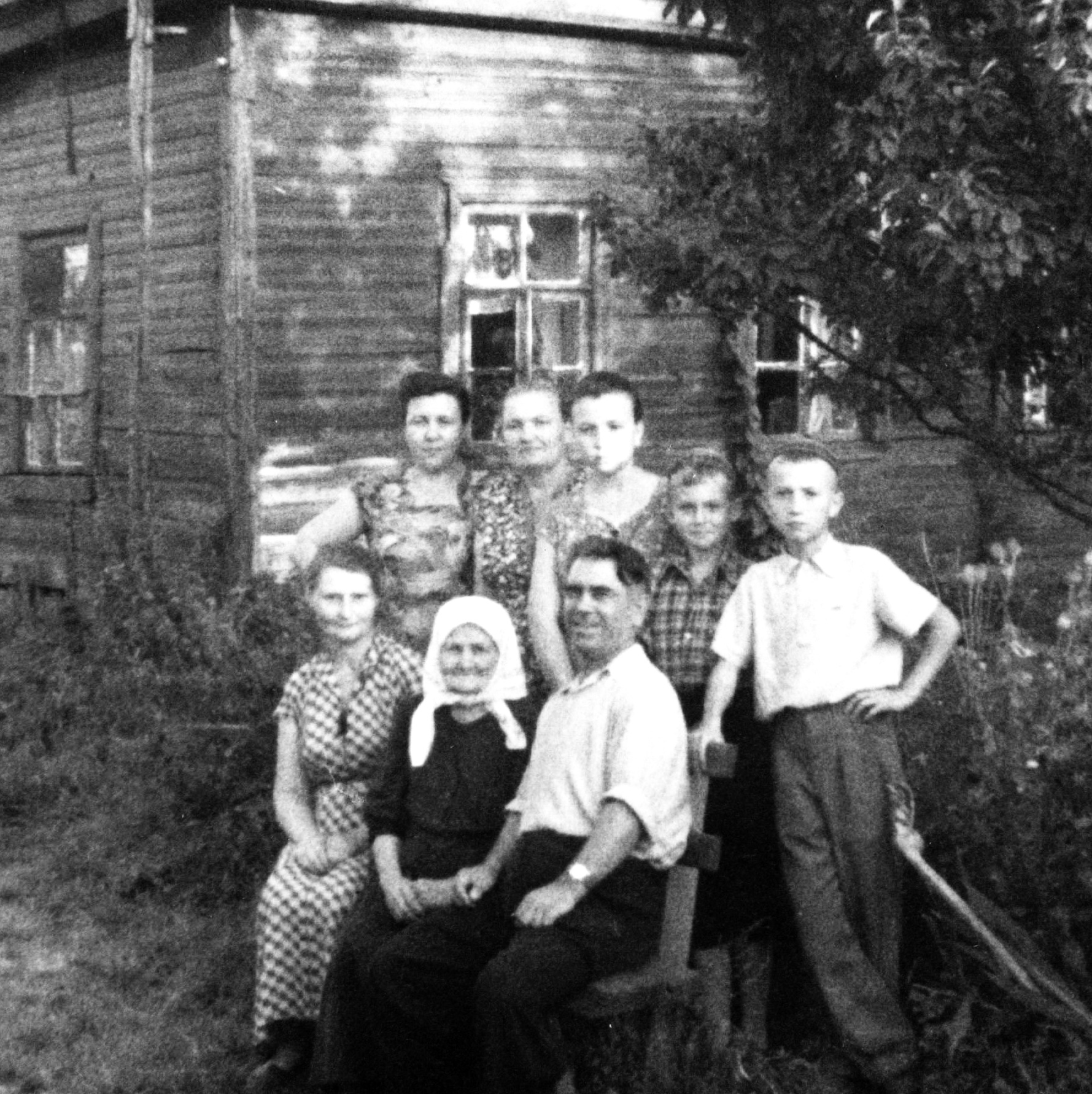
Е. П. Сычёва с верующими у своего дома

В 1946 г. в Колпине группа верующих насчитывала 13 человек. В 1944 г. из эвакуации вернулись Василий Алексеевич Тараканов и Василий Васильевич Сычёв. Евангельскому христианину Тараканову было 35, а баптисту Сычёву 70. Собрания проходили в доме Таракановых на ул. Возрождения, 5, и в доме Сычёвых на ул. Коммуны, 5. Колпинцы ездили и на домашние собрания в Ульяновку.
Сычёв скончался летом 1948 г. в возрасте 74 лет. В последующие годы руководство общиной осуществлял В. А. Тараканов. У Тараканова появился молодой помощник Эдуард Лозовский. С 1946 по 1959 гг. количество верующих ЕХБ в Колпине выросло с 13 до 27 человек.

## Хрущёвские гонения (1959—1964)
В условиях новых гонений в 1960 г. газета «Ижорец» напечатала статью «В паутине сектантства», направленную против колпинских верующих. В числе тех, кто подвергся очернительству, были активисты общины ЕХБ: В. А. Тараканов, Г. Н. Ефимов, Ф. И. Шилкин, Е. П. Сычёва. Газета изображала отталкивающие портреты верующих: одни из них — ограниченные и отсталые фанатики, другие — душевнобольные люди, которых вера довела до умопомешательства, третьи — жулики и мошенники, использующие обман и притворство в своих корыстных целях.

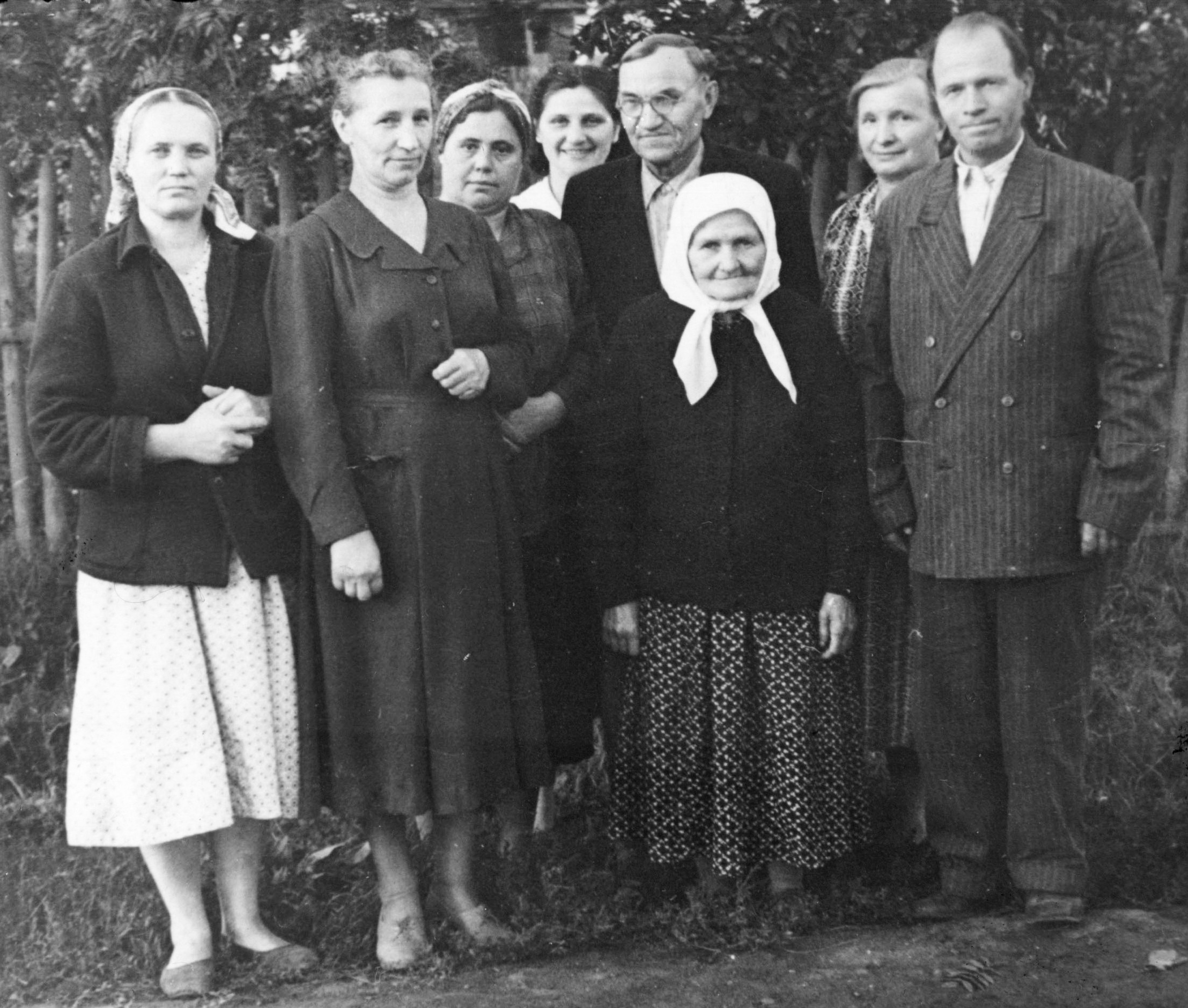
Группа верующих. Справа налево: В.А. и Е. И. Таракановы, Е. П. Сычёва, Т. П. Румянцев. Слева направо: Х. И. Лозовская, М. М. Ефимова.

В результате начальник лаборатории стали Ижорского завода Г. Н. Ефимов был уволен с работы (потом его восстановили, но без права занимать руководящие должности; ему не позволили также защитить готовую диссертацию, хотя её результатами пользовались специалисты завода).
В 1961 г. верующие ЛОЕХБ лишились дома молитвы на Охте, который был пущен под снос. Полученный взамен дом молитвы на Поклонной Горе вдвое уступал по площади, нуждался в серьёзном ремонте и находился на краю города. Богослужения в нём стали совершаться с 1962 г.

## Община в годы «развитого социализма» (1965—1984)
В 1976 г. в органы власти от ЛОЕХБ было направлено письмо с просьбой разрешить регистрацию общин в южных районах города, удалённых от церкви на Поклонной Горе, в том числе в Колпине, однако в регистрации было отказано.

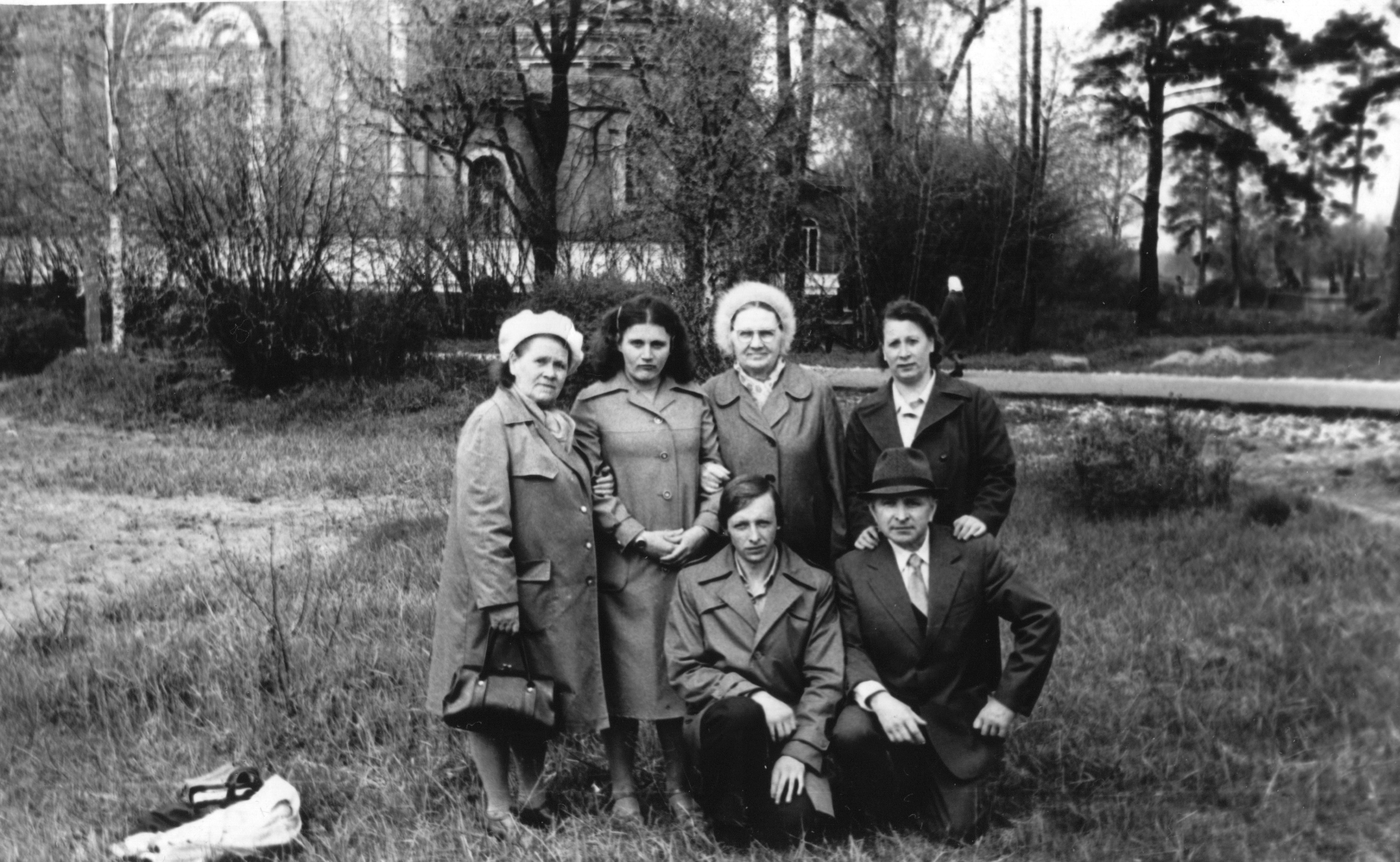
Слева: Г. Н. Смирнова, справа: Э.И. и А. В. Лозовские — на фоне Дома молитвы на Поклонной Горе (1980 г.)

Колпинским верующим по-прежнему приходилось проводить собрания нелегально. В Колпино приезжали братья с Поклонной Горы. Из Ульяновки приезжал М. И. Пушнилов. Наряду с ними участвовал в проповеди В. А. Тараканов, иногда Э. И. Лозовский. Собрания проходили: в доме Таракановых на ул. Возрождения, у Е. П. Сычёвой на ул. Коммуны, у М. М. Ефимовой на ул. Труда, 22/15, у Э. И. Лозовского на Тверской ул., 15, и по другим адресам.

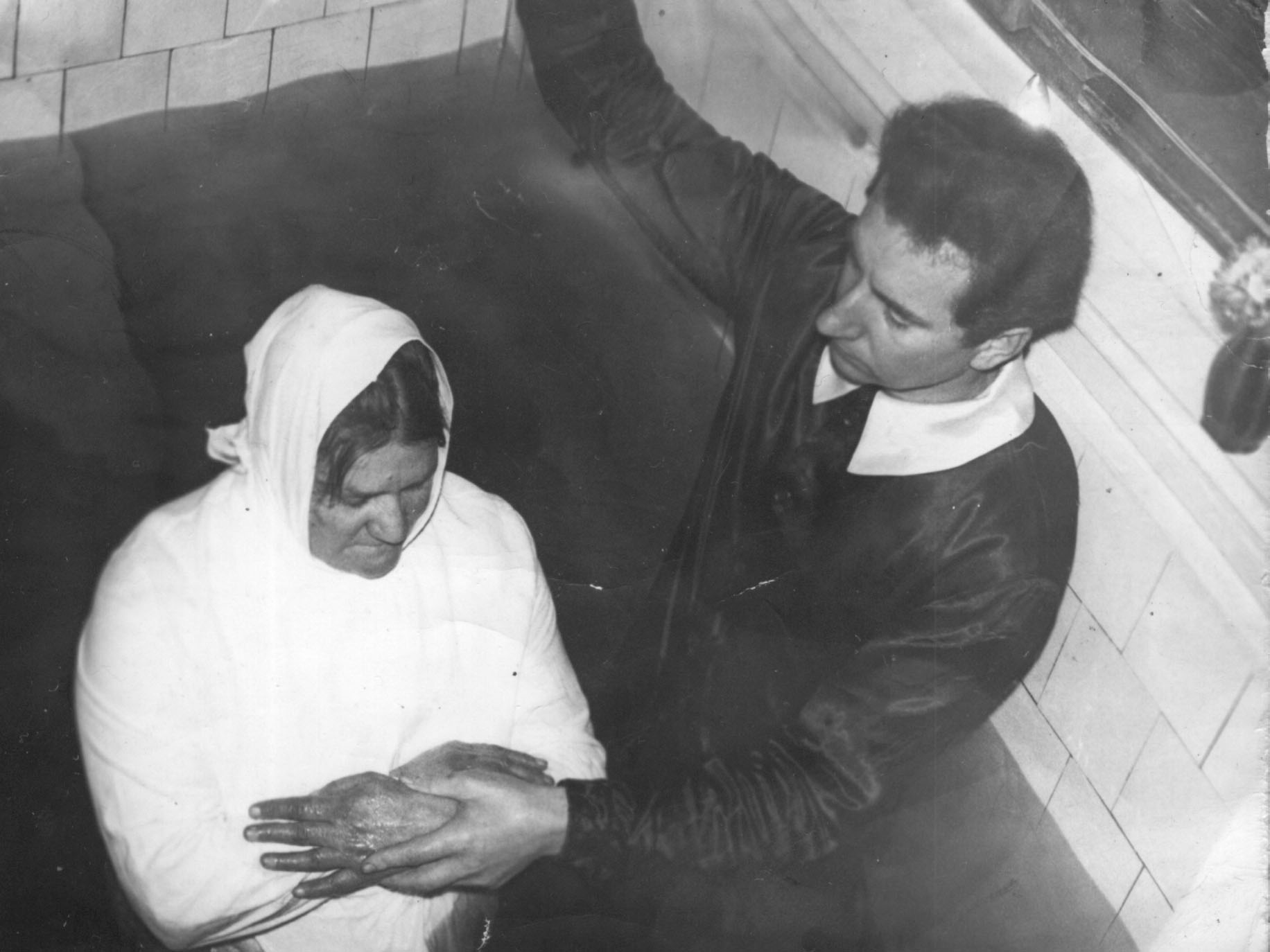
П. Б. Коновальчик крестит В. И. Евсеенко (1981 г.)

В 1970-80-е гг. излюбленным местом собраний стал дом Е. В. Титовой на ул. Водопадная. К концу 1970-х гг. собрания всё чаще стали проходить в новостройках левобережной части Колпина.
С 1965 по 1984 гг. приняли крещение в доме молитвы на Поклонной Горе 25 жителей Колпина.

## Община в годы перестройки (1985—1990)
В эти годы колпинские верующие продолжали проводить молитвенные собрания по пятницам. К ранее названным адресам добавились адреса в новостройках г. Колпино: собирались у Трушиных, переехавших на ул. Октябрьская, 69, у Л. Ю. Чистяковой и Р. И. Лысениной, справивших новоселье на ул. Ремизова. Причастие, похороны, молитвы благословения детей в Колпине совершали пресвитер А. Я. Ерёмин, диаконы П. С. Михальчук, А. А. Тихомиров, М. И. Пушнилов.

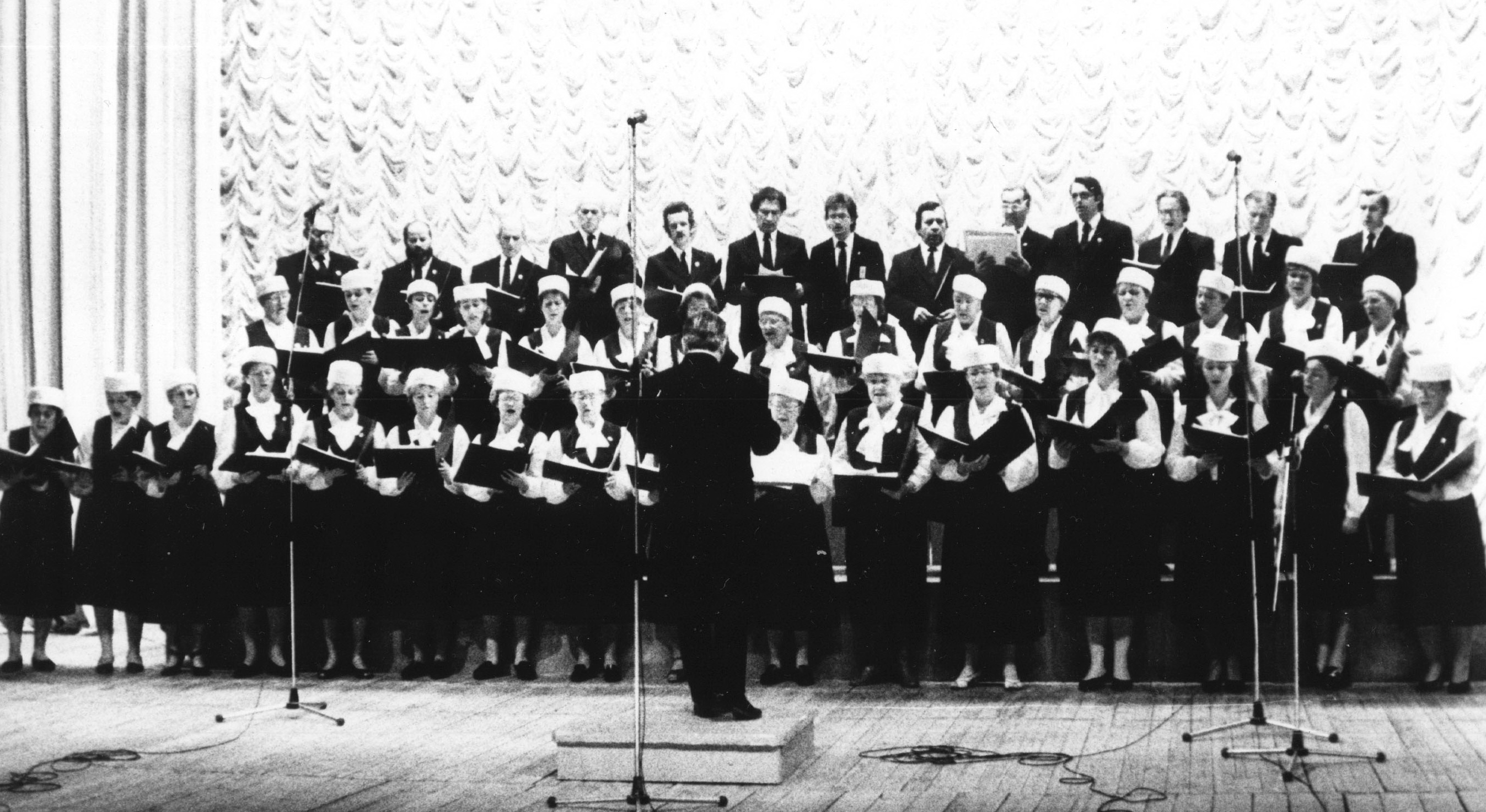
Духовный концерт первого хора ЛОЕХБ в ДКиТ «Ижорский» (9.12.1989)

В эти годы встал вопрос, кто мог бы руководить общиной вместо постаревшего В. А. Тараканова, просившего освободить его по состоянию здоровья, и в 1989 г. с Поклонной Горы в Колпино был послан диакон О. М. Щербаков.

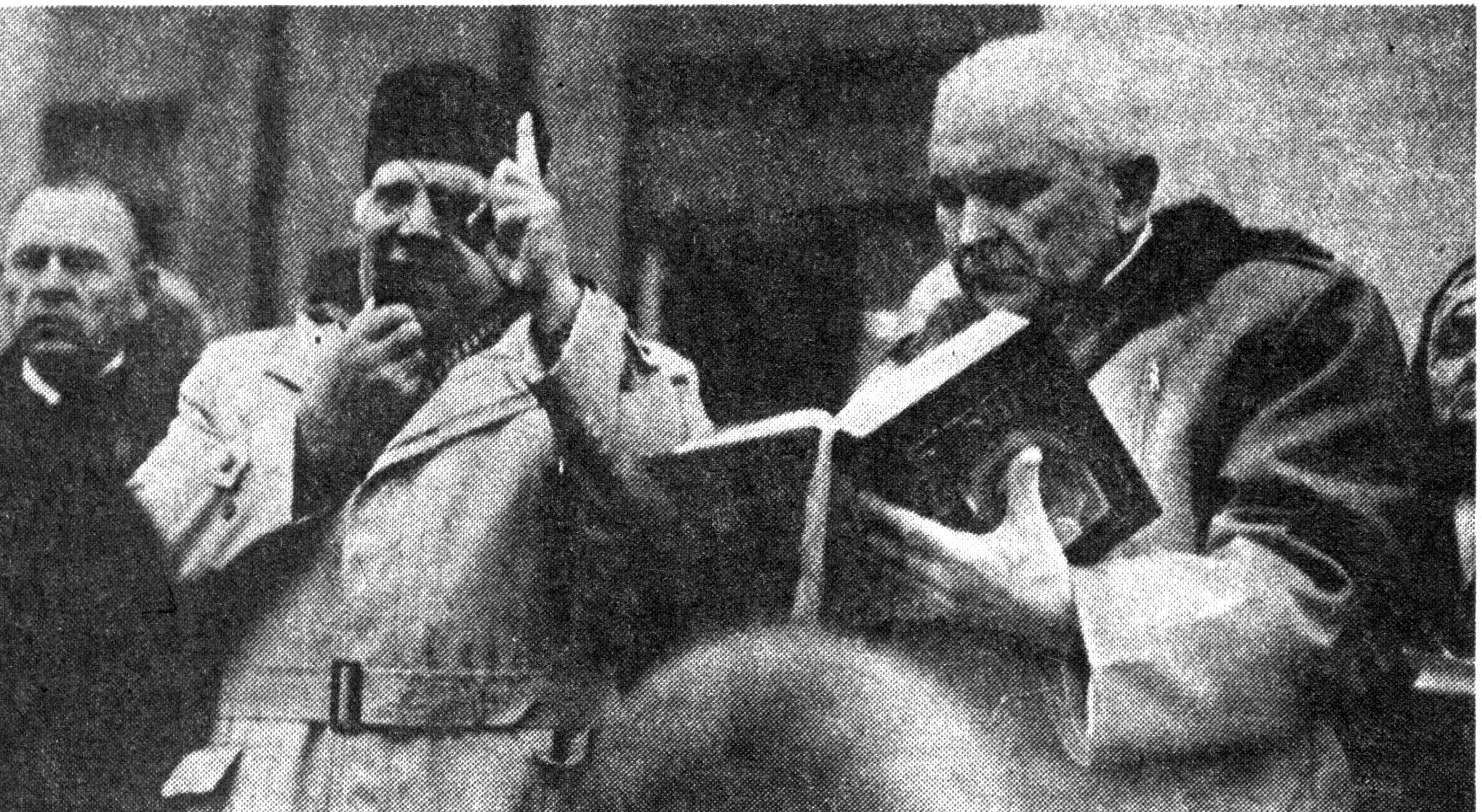
Проповедь на ступенях ДКиТ «Ижорский». Справа налево: Э. И. Лозовский, П. В. Яковлев, Н. В. Осипов

9 декабря 1989 прошёл духовный концерт первого хора ЛОЕХБ в театрально-концертном зале (ТКЗ) ДКиТ «Ижорский».
После того, как осенью 1989 г. Щербаков не смог продолжать служение, вместо него был послан диакон с Поклонной Горы А. А. Тихомиров. 5 июня 1990 г. решением Москвы община ЕХБ в г. Колпино была зарегистрирована с выделением участка под застройку. 12 июля 1990 г. председатель Колпинского райисполкома В. Д. Копосов выдал верующим общины ЕХБ разрешение на проведение в выходные дни июля-августа на площади возле ДК «Ижорский» выступлений, посвященных 1000-летию крещения Руси.

## Открытие собраний в ДК и возрождение церкви (1990—1991)
30 июля 1990 г. братский совет ЛОЕХБ принял решение об открытии церкви в г. Колпино. Ключевую роль сыграл старший пресвитер П. Б. Коновальчик.

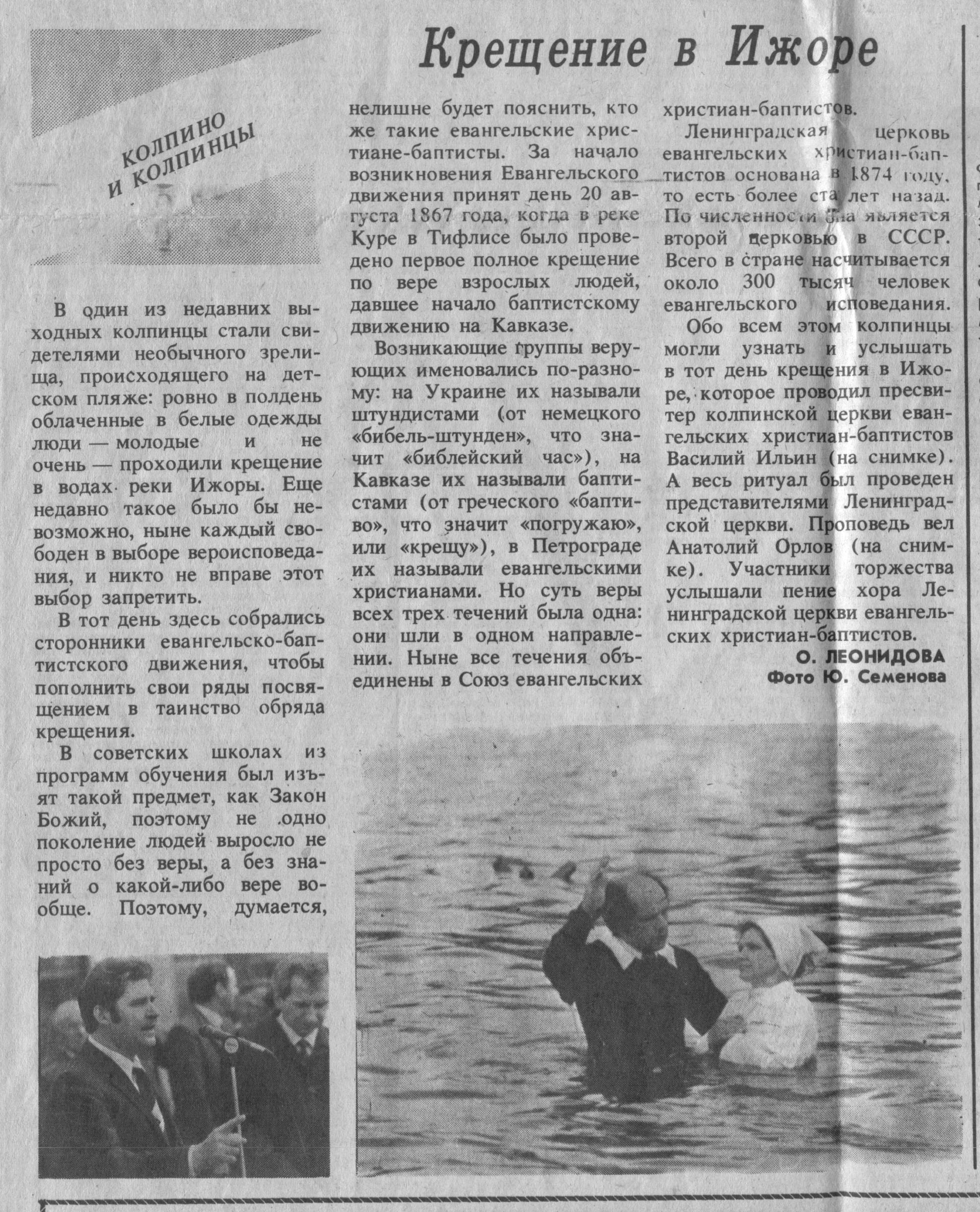
Статья о первом крещении (газета «Ижорец» от 6.07.1991 г.)

Была достигнута договорённость об аренде лекционного зала в ДКиТ «Ижорский». Первое воскресное богослужение состоялось 12 августа 1990 г. под руководством О. М. Щербакова.

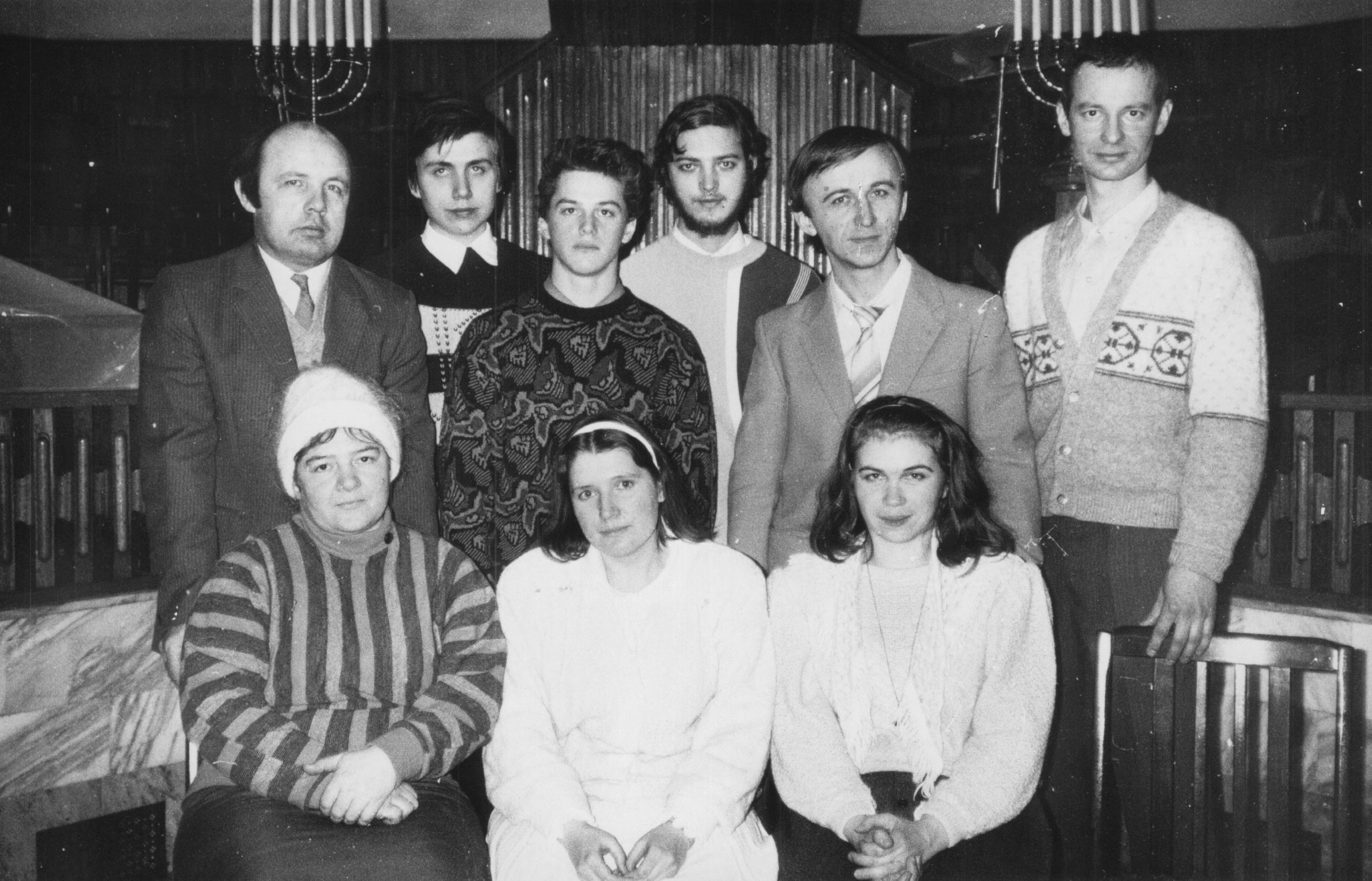
Группа первого крещения

В течение августа-сентября проповедовали П. Б. Коновальчик, О. М. Щербаков, В. Л. Ильин, Э. И. Лозовский, М. И. Пушнилов. Руководить собраниями в Колпине стал Владимир Леонидович Ильин — диакон, проповедник с Поклонной Горы.
С конца 1990 г. община стала организовывать концерты духовной музыки и праздничные программы. В них принимала участие группа «Ковчег» и несколько раз группа «Рождество».
16 июня 1991 г. состоялось первое крещение 15-ти человек в реке Ижора, совершённое пастором В. Л. Ильиным. Вскоре, принявших крещение братьев, стали ставить на воскресную проповедь. Это решило вопрос зависимости от приезжавших из города проповедников, и начало воскресных собраний было перенесено с 17 часов на 11 утра, что было удобней для членов общины.
Осенью 1991 г. был начат целый ряд новых служений. Регент Л. Ф. Бочарникова организовала хор. Она же стала вести курс Библии и библейского рисунка в детской художественной школе № 3. Был организован семинар по разбору Библии, проходивший на дому и собиравший до 30 человек. В Центральной районной библиотеке им. М.Светлова был открыт абонемент христианской литературы (АХЛ). В декабре 1991 г. силами общины был сыгран рождественский спектакль.

## Пробуждение и рост церкви (1992—1995)
В 1992 г. крещения происходили дважды в год: зимой — в Доме молитвы на Поклонной Горе и летом — в р. Ижора. 27 февраля 1993 г. крестилось 30 человек, и численность общины превысила 100 человек. Всего же с 1992 по 1995 гг. приняли крещение 102 человека.

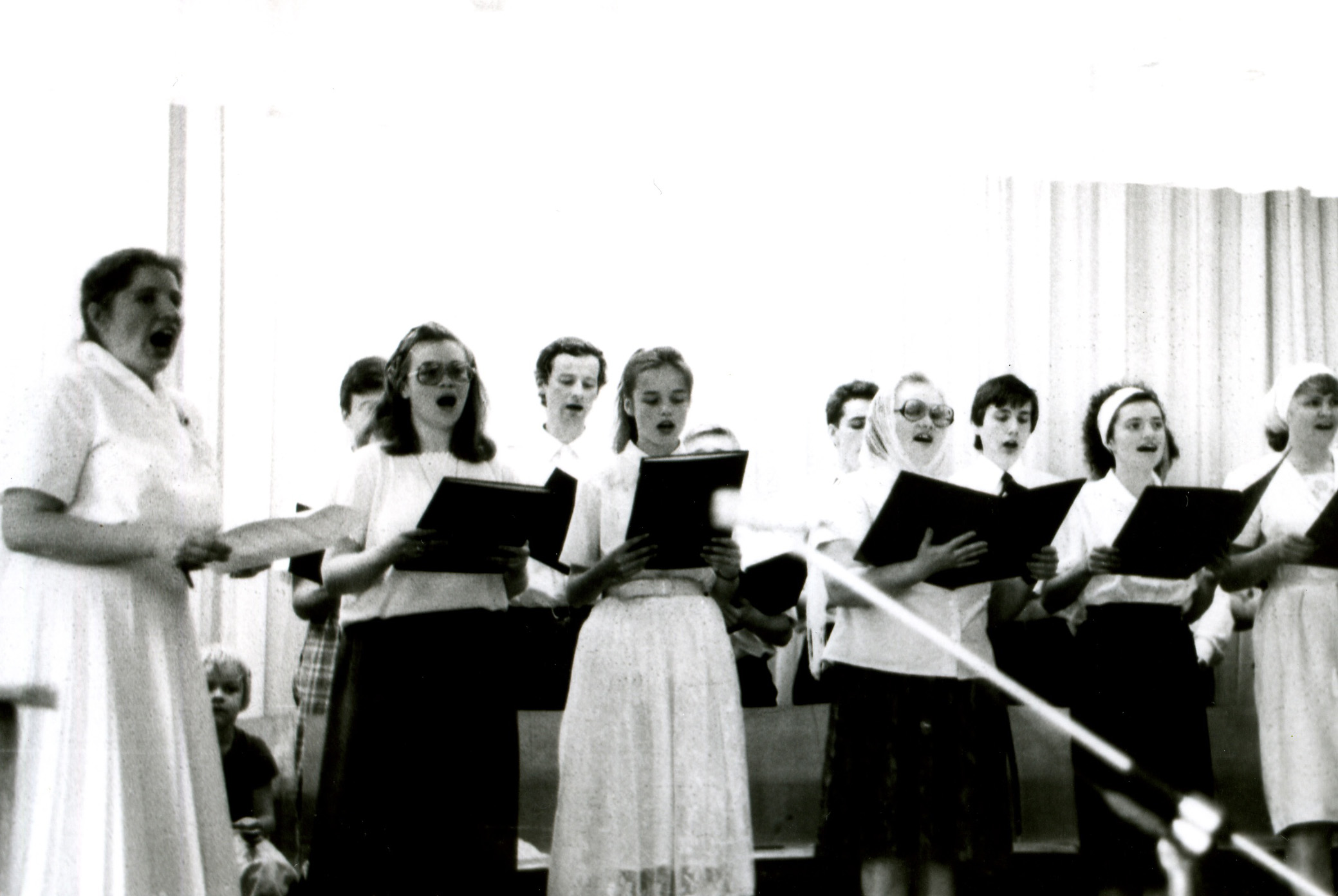
Служение хора (слева регент Л. Ф. Бочарникова) (1992)

Пастора В. Л. Ильин в феврале 1993 г. был рукоположен на пресвитерское служение. В том же году им была начата программа работы с церковной молодежью. Молитвенным служением руководили сёстры Т. Д. Ли и Н. Б. Ильина. С 1994 года новым регентом церковного хора стала Л. Н. Стогниенко. Костяк хора составляла молодёжь. Аккомпаниаторами были С. В. Ильина и И. П. Клинецкая.
Были избраны две диаконисы: Н. Б. Ильина и Т. В. Иванова. В церкви была организована воскресная школа (директор Н. В. Новикова). В детской библиотеке на ул. В.Слуцкой был открыт АХЛ (заведующая Л. С. Суханова), читателями которого в первый же год стали свыше 200 человек. М. И. Сабурова возглавила группу милосердия в городской больнице. Позже это служение продолжила Г. И. Дубовикова. Сёстры милосердия посещали также детскую больницу № 22, где ухаживали за найденными на улицах детьми, и неврологические интернаты инвалидов на Смольном пр. и в г. Волхов.

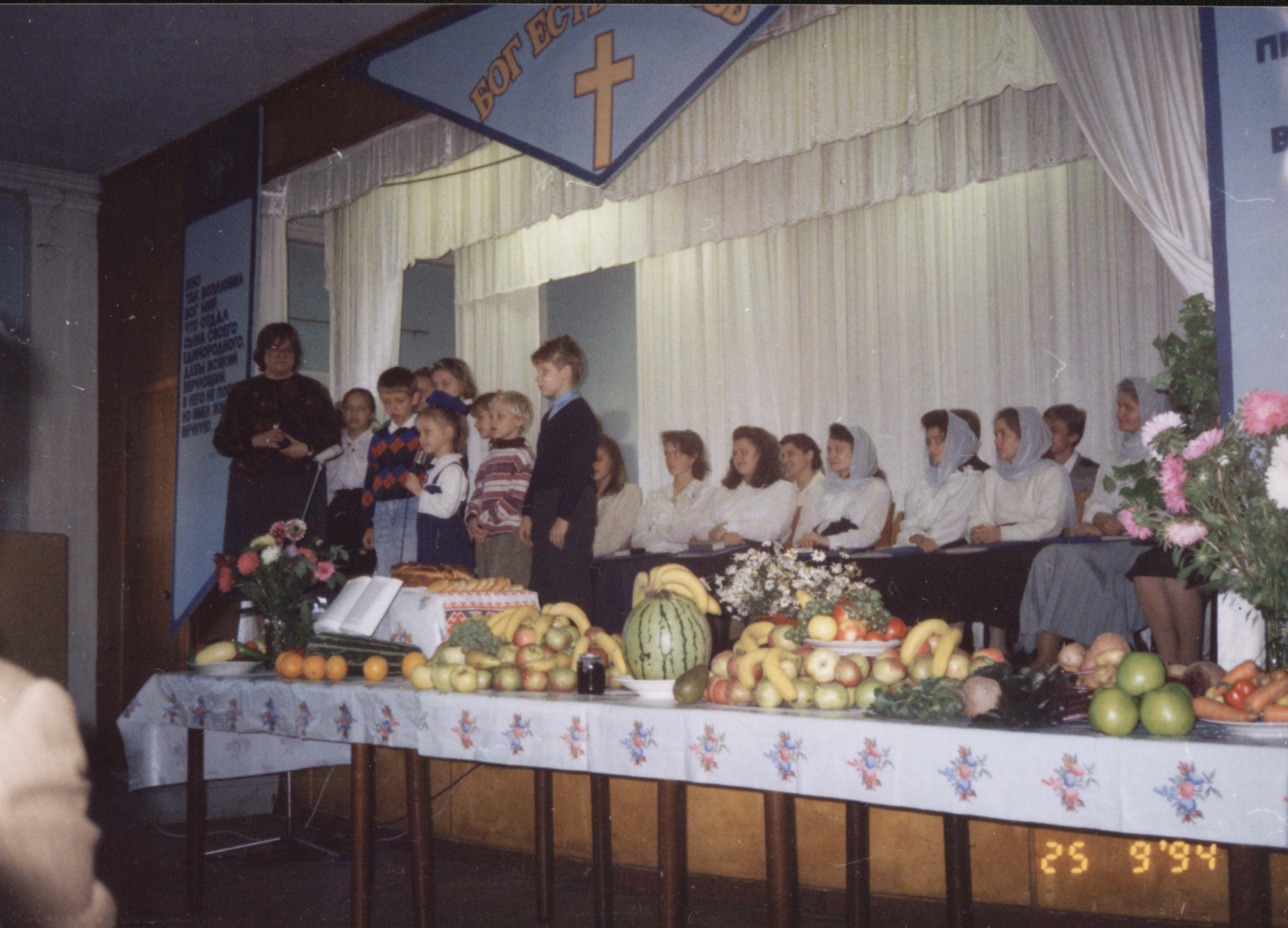
Выступление детей воскресной школы на празднике Жатвы (25.09.1994 г.)

Миссия «Гедеон» под началом Э. И. Лозовского работала в школах, больницах, интернатах, тюрьмах и колониях. После посещения в начале 1994 г. Спец. ПТУ № 1, его администрация обратилась в церковь с предложением проводить духовные беседы с воспитанниками. Это служение стала вести Т. В. Иванова.
Визит христиан из Канады в 1993 г. положил начало регулярным приездам в Колпино миссионерских групп из-за океана. В последующие годы общину посещали христиане из Америки, в основном из штата Кентукки. В 1995 г., в помощь пастору В. Л. Ильину общиной был избран пресвитер О. М. Щербаков, который нёс служение в Колпине один год. Ими были рукоположены на диаконское служение Вик. Л.Ильин и Ю. А. Иванов. В последующие годы пресвитер В. Л. Ильин ежегодно переизбирался церковью на пасторское служение, а Ю. А. Иванов — его помощником. В 1993 г. церковью была начата миссия в г. Никольское. Служение там нёс А. Л. Ильин.

## Строительство дома молитвы (1995—1998)
Летом 1995 г. в Колпине началось строительство дома молитвы на ул. Октябрьская. Оно осуществлялось по проекту петербургского архитектора С. К. Борисенковой. К концу 1998 г. стройка была завершена.

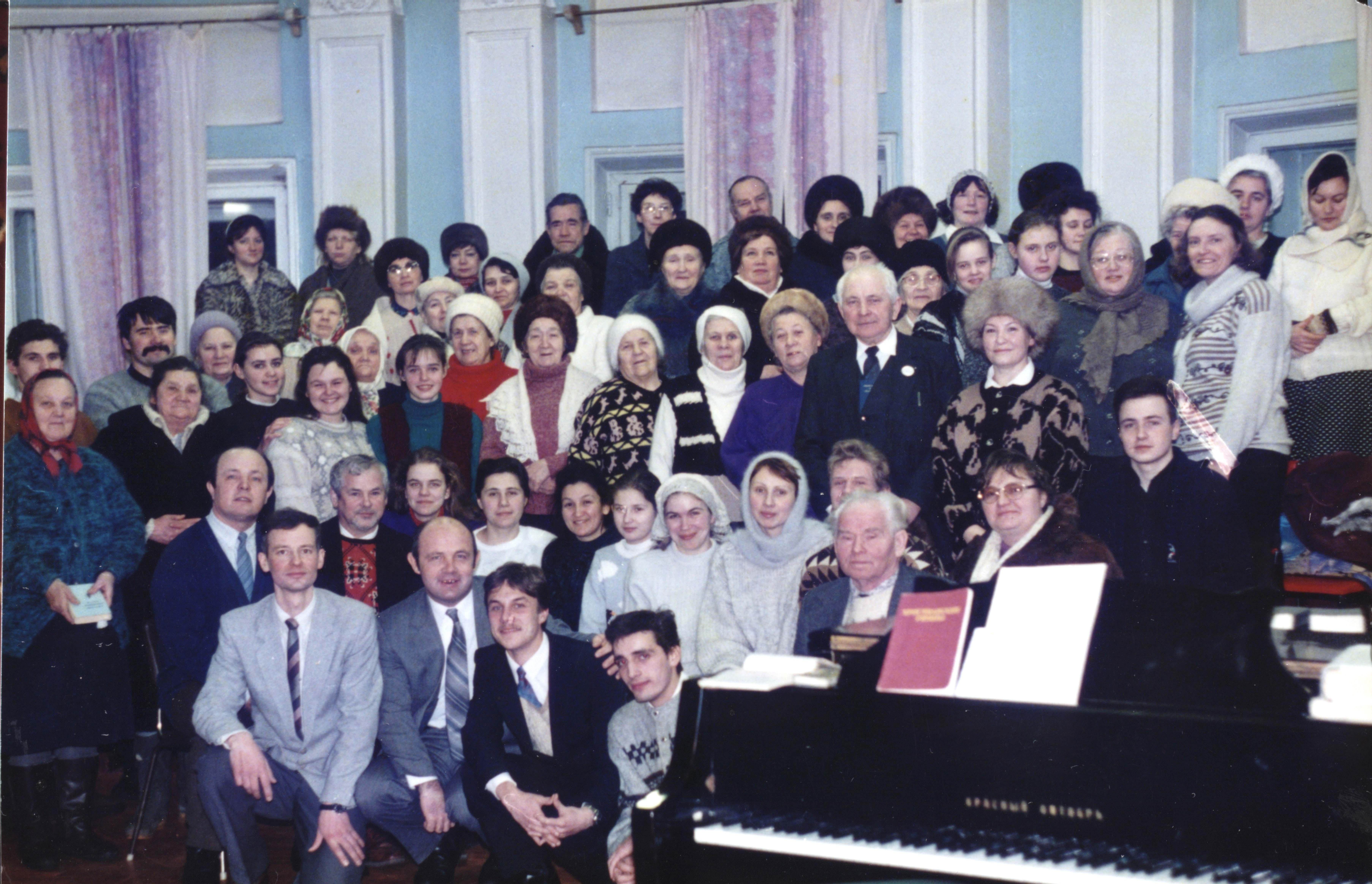
Церковь в ДКиТ «Ижорский» (1995)

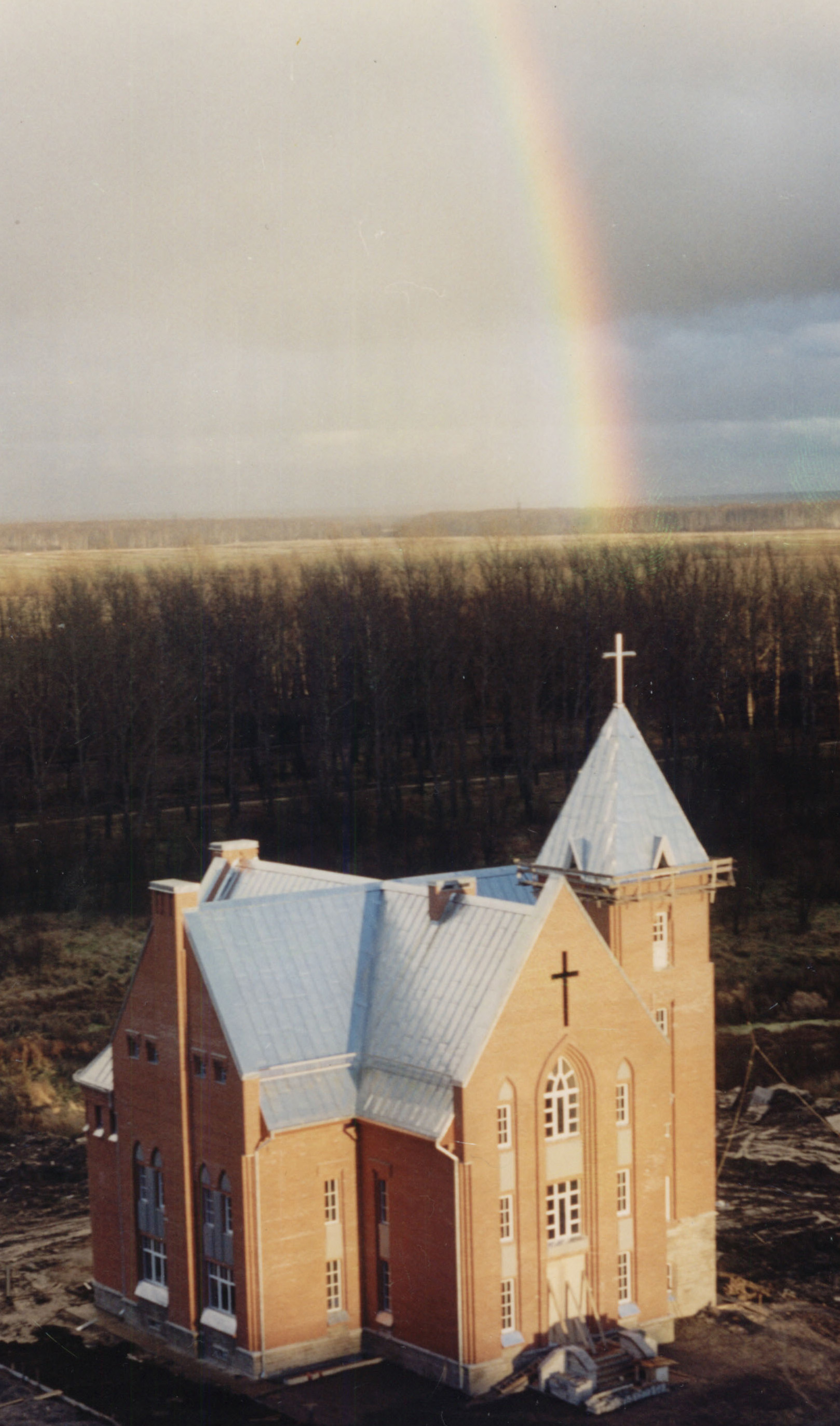
Дом молитвы построен (1998 г.)

Торжественное освящение дома молитвы было совершено 7 января 1999 г. ст. пресвитером Ю. В. Подосёновым.
В 1996 г. возникла малая сестринская библейская группа. Активизировалось молодёжное служение, руководство которым в 1997 г. церковь поручила Алексею Мозжухину. К 1996 г. членами церкви были организованы девять АХЛ в Колпине и окрестностях, в том числе по месту их работы: на ДСК-5, на ИЗ, в Банно-прачечном комбинате, в детском саду № 40. В служении участвовало 15 библиотекарей, обслуживавших свыше 500 читателей.

## Современный период жизни церкви (1999—2011)
Были начаты служение «Мамы в молитве» (отв. Г. А. Докшанина) и служение молитвы за неверующих мужей (отв. А. Я. Андреева). Осенью 1999 г. была открыта библейская школа для взрослых (директор В. А. Степанов), осенью 2007 г. — библейские уроки для женщин (рук. Т. В. Кизейкова). В 2000 г. была создана церковь в Ульяновке, ставшая отделением Колпинской церкви (пастор В. М. Баранов). В 2001 г. было открыто служение для слабослышащих. Под началом С. Н. Однороба продолжался труд миссии «Гедеон», совместно с которым церковь совершала служение в школе-интернате п. Понтонный. Служением для трудных подростков в Спец. ПУ № 1 с 2002 г. руководил А. В. Обрядин.

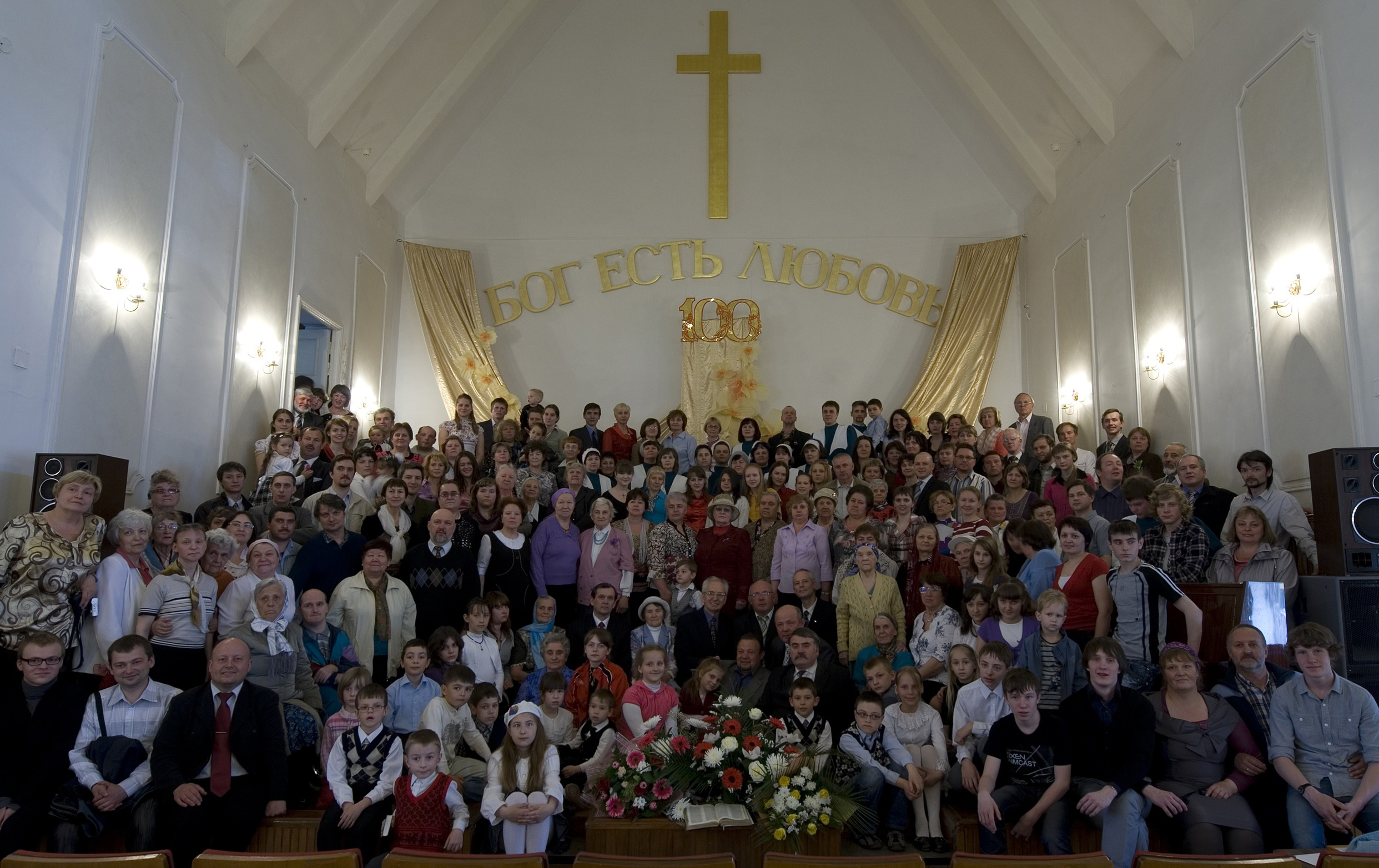
100-летний юбилей Церкви ЕХБ г. Колпино (15.05.2011)

Молодёжный пастор А. Л. Мозжухин проводил детские летние лагеря. В 2000 г. был создан подростковый клуб «Молодые капитаны веры». В 2007 г. молодёжь возглавил Юрий Басков. Он проводил библейские брейн-ринги, издавал газету «Источник» (первым её редактором с 1998 по 2002 гг. была Т. Ю. Васильева). Молодёжь участвовала в социальных акциях. Для детей действовала воскресная школа (директор О. В. Игнатова), детский хор (регент Н. Б. Мозжухина), для пожилых членов церкви организовывались общения (диаконисы Н. Б. Ильина, Л. В. Завернина).
Церковь посещали представители различных служений и миссий. С 2007 г. отмечаются Дни Памяти. Площадь перед церковью была вымощена брусчатым камнем в два цвета. Установлены фонари и сделана подсветка здания.
Пастор — В. Л. Ильин. В помощь ему в 2003 г. были рукоположены в пресвитеры Ю. А. Иванов и А. Л. Мозжухин, а в 2009 г. избран помощником пастора Н. В. Емельянов. В богослужениях принимают участие проповедники и церковный хор (регент Л. Н. Вилюгова). На 2011 г. церковь имела свыше 200 членов, не считая детей и посетителей. С 1999 г. крещение приняли 102 человека. Состоялось 14 венчаний. В семьях членов церкви родилось 45 детей.